# Peter Zingoni
Peter Zingoni (* 28. April 1981 in Bridgeport, Connecticut) ist ein ehemaliger US-amerikanischer Eishockeyspieler, der im Verlauf seiner aktiven Karriere unter anderem in der Saison 2010/11 für die Augsburger Panthern aus der Deutschen Eishockey Liga gespielt hat.       

## Karriere
Peter Zingoni begann seine Karriere als Eishockeyspieler am Providence College, das er von 2000 bis 2004 besuchte und für deren Eishockeymannschaft er parallel in der National Collegiate Athletic Association aktiv war. Gegen Ende der Saison 2003/04 gab der Center für die Syracuse Crunch sein Debüt im professionellen Eishockey, als er in fünf Spielen je zwei Tore und zwei Vorlagen in der American Hockey League erzielte. Zur Saison 2004/05 ging er erstmals nach Europa, wo er den größten Teil der Spielzeit bei den Moskitos Essen in der 2. Bundesliga verbrachte. Im weiteren Saisonverlauf kam er zudem zu insgesamt fünf Einsätzen für die finnischen Vereine TPS Turku und Pelicans Lahti in der SM-liiga. 
Während der Saison 2005/06 stand Zingoni bei den Trenton Titans in der ECHL unter Vertrag. Anschließend spielte er zwei Jahre lang für die Philadelphia Phantoms in der AHL. In der Saison 2008/09 stürmte der Linksschütze für die Norfolk Admirals in der AHL. Zur folgenden Spielzeit wechselte er zu deren Ligarivalen Houston Aeros, bei denen er auch die Saison 2010/11 begann. In seinem zweiten Jahr bei den Texanern stand er jedoch nur noch fünf Mal in der AHL auf dem Eis, woraufhin sie ihn an ihren Kooperationspartner Bakersfield Condors aus der ECHL abgaben. Bei diesen konnte er überzeugen und erzielte in acht Spielen zwölf Scorerpunkte, davon sieben Tore. Im Januar 2011 wurde der US-Amerikaner schließlich von den Augsburger Panthern aus der Deutschen Eishockey Liga verpflichtet. Bis Saisonende erzielte er vier Tore in 13 Spielen für die Panther, mit denen er als Tabellenletzter die Playoffs verpasste. Im Anschluss beendete er seine aktive Karriere.